# Time to Pretend
Time to Pretend è il singolo di debutto della band statunitense MGMT ed è estratto dal loro primo album Oracular Spectacular.
Gli MGMT suonarono il pezzo l'8 gennaio 2008 al David Letterman Show facendo arrivare la canzone al #38 delle classifiche alternative.
Time to Pretend è stata scritta nel 2005 ma è stata rimasterizzata per inserirla in Oracular Spectacular. È la canzone d'inizio del film 21.
Ha raggiunto la trentesima posizione nella classifica dei 100 migliori brani del 2008 redatta da Pitchfork. Un campionamento del brano è stato usato nel singolo del 2020 Lasting Lover di Sigala e James Arthur.

## Tracce
7" single
1. Time to Pretend
2. Weekend Wars

CD
1. Time to Pretend
2. Metanoia